# Jambeiro
Jambeiro este un oraș în São Paulo (SP), Brazilia.